# Forrest City
Forrest City é uma cidade localizada no estado americano de Arkansas, no Condado de St. Francis.

## Demografia
Segundo o censo americano de 2000, a sua população era de 14.774 habitantes.
Em 2006, foi estimada uma população de 13.831, um decréscimo de 943 (-6.4%).

## Geografia
De acordo com o United States Census Bureau, a localidade tem uma área de 42,2 km², dos quais 42,1 km² cobertos por terra e 0,1 km² cobertos por água. Forrest City localiza-se a aproximadamente 73 m acima do nível do mar.

## Localidades na vizinhança
O diagrama seguinte representa as localidades num raio de 16 km ao redor de Forrest City.